# Régnié-Durette
Régnié-Durette és un municipi francès situat al departament del Roine i a la regió d'Alvèrnia-Roine-Alps. L'any 2007 tenia 971 habitants.

## Demografia

### Població
El 2007 la població de fet de Régnié-Durette era de 971 persones. Hi havia 371 famílies de les quals 85 eren unipersonals (24 homes vivint sols i 61 dones vivint soles), 129 parelles sense fills, 137 parelles amb fills i 20 famílies monoparentals amb fills.
La població ha evolucionat segons el següent gràfic:
Habitants censats

### Habitatges
El 2007 hi havia 452 habitatges, 383 eren l'habitatge principal de la família, 36 eren segones residències i 34 estaven desocupats. 412 eren cases i 39 eren apartaments. Dels 383 habitatges principals, 270 estaven ocupats pels seus propietaris, 90 estaven llogats i ocupats pels llogaters i 23 estaven cedits a títol gratuït; 3 tenien una cambra, 19 en tenien dues, 31 en tenien tres, 83 en tenien quatre i 247 en tenien cinc o més. 334 habitatges disposaven pel capbaix d'una plaça de pàrquing. A 180 habitatges hi havia un automòbil i a 183 n'hi havia dos o més.

### Piràmide de població
La piràmide de població per edats i sexe el 2009 era:
| Homes | Edats   | Dones |
| ----- | ------- | ----- |
| 0     | 95 o +  | 0     |
| 0     | 90 a 94 | 8     |
| 0     | 85 a 89 | 4     |
| 0     | 80 a 84 | 4     |
| 4     | 75 a 79 | 28    |
| 16    | 70 a 74 | 16    |
| 24    | 65 a 69 | 16    |
| 28    | 60 a 64 | 28    |
| 16    | 55 a 59 | 28    |
| 36    | 50 a 54 | 28    |
| 28    | 45 a 49 | 36    |
| 36    | 40 a 44 | 44    |
| 32    | 35 a 39 | 36    |
| 24    | 30 a 34 | 28    |
| 16    | 25 a 29 | 28    |
| 28    | 20 a 24 | 40    |
| 32    | 15 a 19 | 48    |
| 32    | 10 a 14 | 24    |
| 36    | 5 a 9   | 32    |
| 20    | 0 a 4   | 28    |

## Economia
El 2007 la població en edat de treballar era de 602 persones, 472 eren actives i 130 eren inactives. De les 472 persones actives 446 estaven ocupades (238 homes i 208 dones) i 26 estaven aturades (7 homes i 19 dones). De les 130 persones inactives 35 estaven jubilades, 52 estaven estudiant i 43 estaven classificades com a «altres inactius».

### Ingressos
El 2009 a Régnié-Durette hi havia 409 unitats fiscals que integraven 1.072 persones, la mediana anual d'ingressos fiscals per persona era de 17.318,5 €.

### Activitats econòmiques
Dels 50 establiments que hi havia el 2007, 1 era d'una empresa extractiva, 1 d'una empresa alimentària, 1 d'una empresa de fabricació de material elèctric, 1 d'una empresa de fabricació d'elements pel transport, 4 d'empreses de fabricació d'altres productes industrials, 6 d'empreses de construcció, 10 d'empreses de comerç i reparació d'automòbils, 2 d'empreses de transport, 2 d'empreses d'hostatgeria i restauració, 2 d'empreses d'informació i comunicació, 2 d'empreses financeres, 3 d'empreses immobiliàries, 8 d'empreses de serveis, 1 d'una entitat de l'administració pública i 6 d'empreses classificades com a «altres activitats de serveis».
Dels 16 establiments de servei als particulars que hi havia el 2009, 1 era una oficina de correu, 1 una oficina bancària, 1 taller de reparació d'automòbils i de material agrícola, 1 paleta, 1 guixaire pintor, 1 fusteria, 3 lampisteries, 4 perruqueries, 2 restaurants i 1 saló de bellesa.
L'únic establiment comercial que hi havia el 2009 era una fleca.
L'any 2000 a Régnié-Durette hi havia 118 explotacions agrícoles que ocupaven un total de 776 hectàrees.

## Equipaments sanitaris i escolars
El 2009 hi havia una escola elemental.

## Poblacions més properes
El següent diagrama mostra les poblacions més properes.